# کیپ جرویس
کیپ جرویس (به انگلیسی: Cape Jervis) یک شهرک در استرالیا است که در استرالیای جنوبی واقع شده‌است.